# Gidas Umbri
Gidas Umbri, né le 31 octobre 2001 à Radviliškis en Lituanie, est un coureur cycliste italien. Il pratique le cyclisme sur route et sur piste.

## Biographie
Au début des années 2010, Gidas Umbri et trois autres de ses frères et sœurs viennent vivre en Italie en provenance de la Lituanie, où ils sont adoptés par deux familles différentes à Borgo Santa Maria (Province de Pesaro et d'Urbino). Gidas est adopté par une famille passionnée de cyclisme, et son jeune frère biologique Marco Ragnetti est également coureur cycliste. En mars 2022, Marco meurt sur le chemin de l'école : les chauffeurs de bus étant en grève, le jeune hommes de 16 ans est percuté par un camion sur son scooter. Il meurt quelques heures plus tard à l'hôpital de Pesaro.
En janvier 2020, Gidas Umbri fait partie du quatuor italien (avec Carloalberto Giordani, Giulio Masotto et Davide Boscaro) qui termine deuxième de la poursuite par équipes lors de la Coupe du monde sur piste de Milton, au Canada. Plus tard dans l'année, il est médaillé d'argent de la poursuite par équipes aux championnats d'Europe espoirs (moins de 23 ans) organisés à domicile à Fiorenzuola. En novembre, il est appelé au dernier moment pour participer aux championnats d'Europe élites où il remplace des coureurs forfaits en raison du Covid-19. Il décroche la médaille d'argent sur la poursuite par équipes.
En 2021, il est médaillé de bronze de la poursuite par équipes aux championnats d'Europe espoirs.

## Palmarès sur piste

### Coupe du monde
- 2019-2020
  - 2e de la poursuite par équipes à Milton

### Championnats d'Europe
| Édition / Épreuve          | Poursuite individuelle | Poursuite par équipes |
| Fiorenzuola 2020 (espoirs) | 8e                     | Argent                |
| Plovdiv 2020               | 7e                     | Argent                |
| Apeldoorn 2021 (espoirs)   |                        | Bronze                |

## Palmarès sur route
- 2020
  - 2e du championnat d'Italie du contre-la-montre par équipes espoirs[n 1]
- 2021
  - Gran Premio Città di Valenza[5]
  - Milan-Busseto